# Fiódor Tiútchev
Fiódor Ivanovitch Tiútchev (em russo Фёдор Иванович Тютчев) (5 de dezembro de 1803 - 27 de julho de 1873) - poeta russo eminente. Como diplomata ele vivia em Munique e Torino, conheceu Heine e Schelling. Ele não tomava parte em vida literária e nunca se chamou um homem de letras. 
Sua propriedade nas cercanias de Moscou está aberta à visitação pública e conta com milhares de objetos inestimáveis da época. 
Há cerca de 400 poesias suas cujas letras se citam frequentemente na Rússia. As suas primeiras poesias foram criadas em via do classicismo do século XVIII. Mas nos anos 1830 na sua obra vê-se a tradição do romantismo europeu (alemão, antes de tudo). É poesia lírica filosófica que está cheia de meditações sobre o universo, o destino humano, a natureza. Nos anos 1840 o poeta escreveu uns artigos políticos, a maioria dos quais foram relações entre a Rússia e a civilização Ocidental. Nos anos 1850 ele criou uma série das poesias apaixonadas onde o amor se compreende como uma tragédia. E mais tarde as poesias desse período foram unidas a o chamado "ciclo de Deníssieva", quer dizer uma série das poesias dedicada a sua amante dele E.A. Deníssieva. A partir dos anos 1860 o tema privilegiado da atividade criadora de Tiutchev é política.
A poesia mais famosa do poeta é "Silentium!", é um chamamento desesperado do siléncio, uma lástima que uma pessoa não é capaz de entender a outra até fim. Uma linha desta poesia "O pensamento pronunciado é mentira" é um aforismo mais citado do poeta, junto com "Com a razão não se entende a Rússia" e "Não somos capazes de prever como as palavras repercutem".
A cantora islandesa Björk usou um de seus poemas no single The Dull Flame of Desire, e o mesmo é recitado no final do filme Stalker.
Bibl. : Sarah Pratt- Russian Metaphisical Romanticism . Stanford Univ. Press, 1984